# Doreen Valiente
Doreen Valiente (4. ledna 1922, jih Londýna – 1. září 1999 Brighton) byla jednou z nejznámějších anglických čarodějnic, a to zejména díky svému zásadnímu vlivu na vývoj moderního čarodějnického hnutí a tradici Wicca. Byla zasvěcena Geraldem Gardnerem a později se stala také jeho velekněžkou.

## Život
Narodila se v křesťanské rodině jako Doreen Edith Dominy.
S magií začala experimentovat již ve svých třinácti letech. Když byla starší, pustila se do studia díla Charlese Godfreye Lelanda, Aleistera Crowleyho a Margaret Alice Murrayové. Její první manžel zemřel ve válce a tak se Doreen někdy okolo roku 1942 přestěhovala do Londýna. V roce 1944 se provdala za Španěla jménem Cosimiro Valiente. Někdy po skončení války se mladý manželský pár přestěhoval do Bournemouthu nedaleko oblasti New Forest. Uprostřed tiché přírody se v Doreen znovu probudil zápal pro folklór, čarodějnictví a okultismus. Díky článku Cecila Williamsona o nově otevřeném centru pro studium folkloru a čarodějnictví se dozvěděla o covenu působícím v oblasti New Forest. Rozhodla se proto autorovi článku napsat dopis a ten jej přeposlal rovnou Gardnerovi. Poté, co si vyměnili několik dopisů, Doreen vyjádřila zájem o členství v Gardnerově covenu. V předvečer letního slunovratu roku 1953 byla Doreen Valiente podrobena zasvěcující ceremonii, kterou vedl sám Gerald Gardner. Doreen spolehlivě poznala zřejmý zdroj některých částí Knihy stínů – tím nebyl nikdo jiný, než Aleister Crowley.
Pro moderní Wiccu bylo zasvěcení Doreen Valienteové poměrně zásadní událostí, neboť to je právě Doreen, kdo je zodpovědný za některé pasáže Knihy stínů včetně Runy čarodějnic a Provolání Bohyně. A je to také ona, kdo společně s Gardnerem upravil Knihu stínů do té formy, ve které je dnes tajně předávána z generaci na generaci. Doreen Valienteová byla rovněž zasvěcena do tradice Roberta Cochraneho, která se také nazývá 1734. Tato tradice je sice údajně dědičná, avšak Doreen se svojí skepsí vůči této tradici nijak netajila a její původ považovala za fiktivní. O Doreen Valiente svého času kolovala celá řada smyšlených historek. Jedna z nich, která je zřejmě pravdivá, říká, že její manžel nikdy nevěděl o tom, že Doreen (tak jako mnoho z nás) žila ve dvou světech a po dvacet let jejich manželství se aktivně věnovala čarodějnictví. Pro tento příběh hovoří fakt, že se Doreen odvážila publikovat až po manželově smrti.